# Smyrna (Georgia)
Smyrna ötvenezres lélekszámú amerikai város Georgia államban, Cobb megyében. Az atlantai agglomeráció része.

## Elhelyezkedése
Smyrna az atlantai agglomeráció része, körülbelül másfél kilométerre északnyugatra található Atlanta városhatárától. Smyrna belvárosa mintegy 25 km-re van Atlanta belvárosától. a város az Atlantai körgyűrűt alkotó I-285-ös autópálya és az I-75-ös autópálya északi kereszteződésétől nyugatra fekszik.
Smyrnát keletről Vinings, északról és nyugatról Marietta, délről és délnyugatról pedig Mableton határolja.

## Története
Az telepesek 1832-ben kezdték benépesíteni a területet. Az 1830-as évek végére a Smyrna Camp Ground nevű vallási tábor népszerű úti céllá vált, és egész Georgiában ismert volt. A név eredete a bibliai Szmirna város, a mai törökországi Izmir,  Szmirnai Polikárp vértanú szülőhelye. A Nyugati és Atlanti Vasút 1842-es befejezése után a terület növekedni kezdett. A települést 1872-ig több különböző névvel illették: Varner's Station, Ruff's Siding, Neal Dow és Ruff's Station. A várost végül 1872-ben Smyrna néven jegyezték be.
A területen két polgárháborús ütközet zajlott, a Smyrna Camp Ground-i csata és a Ruff's Mill-i csata, mindkettő 1864. július 4-én.[10] A terület üzleteit, házait és az 1849-es fedett hidat (amelyet azóta újjáépítettek és ma is használnak) Sherman csapatai felgyújtották.
A közeli Bell Bomber gyárat, amely a második világháború alatt B-29-es bombázókat gyártott, 1951-ben a Lockheed újra megnyitotta, és a növekedés katalizátorává vált. A város lakossága a következő két évtizedben az 1950-es 2 005 főről 1970-re közel 20 000 főre nőtt.
A város ma Atlanta jómódú elővárosának számít. Az átlagjövedelem magasabb az atlantai agglomeráció átlagánál, és a családok harmadának 75 ezer dollár feletti az éves jövedelme.